# Reflexe (журнал)
«Reflexe» — чешский философско-теологический журнал. Основан в 1985 году Ладиславом Гейданеком, одним из представителей Хартии 77. Первые три номера были выпущены в форме самиздата. С 1990 года журнал издаётся официально. Публикует оригинальные статьи по философии, переводы. Каждый номер журнала содержит обзоры чешской и зарубежной философской литературы, к которым открыт свободный доступ на сайте издания.